# Shirley Grey

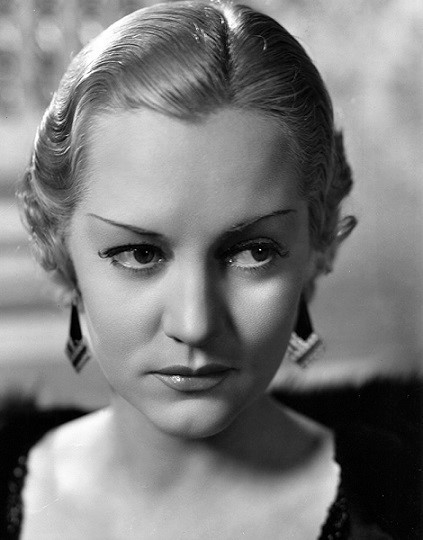
Shirley Grey, 1930er Jahre

Shirley Grey (* 11. April 1902 in Naugatuck, Connecticut, Vereinigte Staaten, als Agnes Zetterstrand; † 12. August 1981 in Jacksonville Beach, Florida) war eine US-amerikanische Schauspielerin.

## Leben
Grey war die Tochter des Pfarrers E. A. Zetterstrand und seiner Frau Gray. Als sie acht Jahre alt war, starb ihr Vater. Danach zog ihre Mutter sie und ihrer sechs Geschwister allein groß. Sie absolvierte die Waterbury High School. Dort war sie im Dramatic Club aktiv.
Gray begann ihre Schauspielkarriere bei den Poli Players. Anschließend arbeitete sie für Companys in New Orleans, Louisiana; Jacksonville, Florida; San Francisco, Kalifornien und Nova Scotia. Ende der 1920er Jahre gründete sie ihre eigene Schauspieltruppe, die Shirley Gray Players. 1931 spielte sie in der Komödie Chicago am Fulton Theatre in Oakland, Kalifornien. Es war das dritte Stück von Greys „Limited Season“.
Greys Arbeit im Stock Theatre führte zu ihrer Karriere beim Film. Ein Talentscout, der für den Filmproduzenten Samuel Goldwyn arbeitete, sah Gray in einer Stockproduktion in Oakland auftreten und arrangierte für sie einen Screen-Test, der dazu führte, dass sie einen Vertrag mit Goldwyn unterzeichnete.
Am 28. August 1921 heiratete Gray den Schauspieler Foster Williams, beruflich bekannt als Frank McCarthy. Am 30. September 1925 reichte sie die Scheidung ein. 1936 heiratete Gray den englischen Schauspieler Arthur Margetson, der 1951 starb.
In ihren späteren Jahren lebte Gray zurückgezogen bei ihren Schwestern, bevor sie in ein Pflegeheim in Jacksonville Beach, Florida, zog, wo sie starb.

## Filmographie (Auswahl)
- 1930: The Golf Speciali
- 1931: The Public Defender
- 1931: Secret Service
- 1931: Air Eagles
- 1932: One Man Law
- 1932: Texas Cyclone
- 1932: The Riding Tornado
- 1932: Get That Girl
- 1932: The Hurricane Express
- 1932: Cornered
- 1932: Drifting Souls
- 1932: Back Street
- 1932: Unbescholten (Virtue)
- 1932: Uptown New York
- 1933: Treason
- 1933: From Hell to Heaven
- 1933: Private Jones
- 1933: Out All Night
- 1933: Terror Aboard
- 1933: Der kleine Gangsterkönig (The Little Giant)
- 1933: The Girl in 419
- 1933: The Life of Jimmy Dolan
- 1933: Don’t Bet on Love
- 1933: Too Much Harmony
- 1933: Hold the Press
- 1933: Murder on the Campus
- 1933: Zwillings-Ehemänner (Twin Husbands)
- 1934: Bombay Mail
- 1934: I Like It That Way
- 1934: Sisters Under the Skin
- 1934: The Crime of Helen Stanley
- 1934: One Is Guilty
- 1934: Green Eyes
- 1934: The Defense Rests
- 1934: His Greatest Gamble
- 1934: Beyond the Law
- 1934: Girl in Danger
- 1934: Wednesday’s Child
- 1934: Transatlantic Merry-Go-Round
- 1935: Public Opinion
- 1935: Circumstantial Evidence
- 1935: The People’s Enemy
- 1935: The Girl Who Came Back
- 1935: The Public Menace
- 1935: The Mystery of the Mary Celeste